# Dianthus ugamicus
Dianthus ugamicus là loài thực vật có hoa thuộc họ Cẩm chướng. Loài này được Vved. mô tả khoa học đầu tiên năm 1941.